# Roscos del Santo
Los Roscos del Santo son unas rosquillas muy típicas de la confitería madrileña. Estas rosquillas son muy populares en las fiestas de San Isidro Labrador en las praderas de San Isidro (cerca del 15 de mayo). Es por esta razón por la que se cree que son las rosquillas del Santo Isidro Labrador. La gastronomía confitera de Madrid se siente identificada con este dulce típico. 